# Concertino pour trompette, orchestre à cordes et piano
Pour les articles homonymes, voir Concerto pour trompette (homonymie).
 (février 2020).
Si vous disposez d'ouvrages ou d'articles de référence ou si vous connaissez des sites web de qualité traitant du thème abordé ici, merci de compléter l'article en donnant les références utiles à sa vérifiabilité et en les liant à la section « Notes et références ».
Le Concertino pour trompette, orchestre à cordes et piano d'André Jolivet a été composé en 1948.
Ce concertino a été composé sur commande de Claude Delvincourt pour le concours de sortie du CNSMDP en trompette de l'année 1948. Il est encore aujourd'hui très souvent utilisé comme morceau de concours.

## Structure de l'œuvre
L'orchestration est identique à celle du Concerto pour piano no 1 de Chostakovitch. Les parties de la trompette et du piano sont toutes les deux très imposantes. L'œuvre dure environ 10 minutes et est divisée en 4 parties, enchaînées. Le final est très rapide et la 3e partie très lente : la pièce a été composée dans un style mélangeant néo-classicisme et modernisme, caractéristique fréquente chez Jolivet après-guerre.

## Discographie
- Les rarissimes de André Jolivet - Roger Delmotte, trompette ; Serge Baudo, piano (février 1955, EMI) (OCLC 71256714)
- Maurice André, trompette ; Annie d'Arco, piano ; Orchestre Lamoureux, dir. le compositeur (1964, Erato/Warner 2564 61320-2) (OCLC 224461447)
- Wynton Marsalis, trompette ; Orchestre Philharmonia, dir. Esa-Pekka Salonen (1986, CBS/Sony)
- Sergueï Nakariakov, trompette ; Alexander Markovich, piano ; Orchestre de chambre de Lausanne, dir. Jesús López Cobos (1993, Teldec) (OCLC 493742560)
- Éric Aubier, trompette ; Orchestre lyrique Avignon Provence, dir. François-Xavier Bilger (mai 1995, Pierre Verany PV796092/Arion/Indesens!) (OCLC 71299154 et 218906132)
- Deutsches Symphonie-Orchester Berlin (1997, Capriccio) (OCLC 605608740)
- Ole Edvard Antonsen, trompette ; Olga Kopylova, piano ; Orchestre symphonique de São Paulo, dir. Lan Shui (2013, SACD BIS) (OCLC 888379241)
- Romain Leleu, trompette ; Orchestre d'Auvergne, dir. Roberto Forés Veses (2014, Aparté AP103) (BNF 44344320)